# Méric Casaubon
Florence Estienne Méric Casaubon (* 14. August 1599 in Genf; † 14. Juli 1671 in Canterbury), Sohn von Isaac Casaubon, war ein englischer Gelehrter. Obwohl Lexika (wie die Encyclopædia Britannica von 1911) gewöhnlich den Vornamen „Méric“ hervorheben, betonte er selbst diesen Namen nicht sonderlich.

## Leben
Méric Casaubon wurde am 14. August 1599 in Genf geboren. Schon in jungen Jahren ging er nach England zu seinem Vater. Dort besuchte er das Eton College und Oxford. Seine Verteidigung des Vaters gegen die Angriffe überzeugter Katholiken (Pietas contra maledicos patrii Nominis et Religionis Hostes, 1621) sicherte ihm die Gunst Jakobs I., der ihm eine Pfründe in der Kathedrale von Canterbury übergab.
Während des Englischen Bürgerkriegs lebte er recht zurückgezogen. Nach dessen Ende weigerte er sich, die Befehlsgewalt Oliver Cromwells anzuerkennen, der ihn dessen ungeachtet beauftragte, eine unparteiische Geschichte über die Geschehnisse der Epoche zu verfassen.
Trotz vieler Anreize lehnte er den Posten des Prüfers der schwedischen Universitäten ab, der ihm von Königin Christina angeboten wurde. Nach der Stuart-Restauration erhielt er wieder seine Pfründe. Den Rest seines Lebens widmete er der literarischen Arbeit, bis er am 14. Juli 1671 in Canterbury verstarb. 

## Werke
- Pietas contra maledicos patrii Nominis et Religionis Hostes (1621)
- Vindicatio Patris adversus Impostores (1624)
- Marcus Aurelies Antoninus the Roman Emperor, his Meditations Concerning Himself (1634)
- A treatise of use and custome (1638)
- De quatuor linguis commentationis, pars prior: quae, de lingua Hebraica: et, de lingua Saxonica (1650)
- A Treatise Concerning Enthusiasme (1656)
- A true and faithful relation of what passed for many years between Dr. John Dee and Some Spirits (1659)
- Of the Necessity of Reformation (1664)
- On Credulity and Incredulity in Things natural, civil and divine (1668)
- A Letter of Meric Casaubon to Peter Du Moulin Concerning Natural Experimental Philosophie (1669)
- Generall Learning: A Seventeenth-Century Treatise on the Formation of the General Scholar (herausgegeb. v. Richard Serjeantson, 1999)

| Personendaten    | Personendaten                                          |
| ---------------- | ------------------------------------------------------ |
| NAME             | Casaubon, Méric                                        |
| ALTERNATIVNAMEN  | Casaubon, Florence Estienne Méric (vollständiger Name) |
| KURZBESCHREIBUNG | englischer Autor und Gelehrter                         |
| GEBURTSDATUM     | 14. August 1599                                        |
| GEBURTSORT       | Genf                                                   |
| STERBEDATUM      | 14. Juli 1671                                          |
| STERBEORT        | Canterbury                                             |